# Ophiomyia verdalis
Ophiomyia verdalis este o specie de muște din genul Ophiomyia, familia Agromyzidae, descrisă de Spencer în anul 1959. Conform Catalogue of Life specia Ophiomyia verdalis nu are subspecii cunoscute.